# Chiesa di San Marcellino (Genova, Prè)
La chiesa di San Marcellino è un luogo di culto cattolico del quartiere di Prè, nel centro storico di Genova; la chiesa è situata in piazza San Marcellino, nei vicoli tra via del Campo e via Gramsci. Chiesa parrocchiale fino al 1936, è oggi officiata dai padri gesuiti legati all'Associazione San Marcellino.

## Storia
Secondo la tradizione una chiesa con questo titolo sarebbe esistita già nel IV secolo, e sarebbe stata ricostruita nel VI secolo dal clero milanese che si era rifugiato a Genova per sfuggire alle persecuzioni longobarde, ma la prima menzione in un documento ufficiale risale al 1023, quando il vescovo Landolfo II la affidava ai monaci della vicina abbazia di San Siro (in precedenza era soggetta direttamente al capitolo della cattedrale).
Nel 1262 è citata come parrocchiale. Nel 1472 la chiesa fu restaurata con il contributo del cardinale Giovanni Battista Cybo (eletto papa nel 1484 con il nome di Innocenzo VIII), che in questa chiesa era stato battezzato, all'epoca vescovo di Savona, nonché commendatario di San Siro ed amministratore della stessa chiesa di San Marcellino, divenuta gentilizia della famiglia Cybo.
L'edificio subì una successiva rivisitazione nel XVII secolo; architettonicamente molto semplice, conserva all'interno un modesto corredo di arredi ed opere d'arte dell'Ottocento.
Nel 1936 il titolo parrocchiale fu trasferito ad una nuova chiesa, anche questa dedicata a san Marcellino, costruita in via Bologna, nella zona collinare del quartiere di San Teodoro.
Nel 1939 la chiesa fu affidata a don Luigi Orione, che intendeva farne un punto di incontro e assistenza ai marinai che sbarcavano nel vicino porto, ma sopravvenne la guerra e il progetto non poté essere realizzato. Nel 1945, terminato il conflitto, che aveva lasciato uno strascico di macerie e di sofferenza, il sacerdote gesuita Paolo Lampedosa, con il consenso dell'Opera Don Orione, aprì nella chiesa l'associazione "La Messa del Povero", per prestare assistenza a poveri, sfollati e profughi, e poi, con il progressivo degrado urbanistico del quartiere, a tutte le persone rimaste ai margini della società. "La Messa del Povero" nel 1988 prese il nome di Associazione San Marcellino, trasferendosi nella nuova sede di via al Ponte Calvi, nelle vicinanze della chiesa.
Nel 2004 in occasione dell'evento "Genova capitale europea della cultura" la chiesa ha subito interventi di recupero e conservazione della struttura.